# De kroon der schande
De kroon der schande is een Nederlandse stomme film uit 1918 onder regie van Maurits Binger. De film is gebaseerd op het boek The Coronet of Shame van Charles Garvice. Slechts een fragment van enkele minuten is bewaard gebleven.

## Verhaal
Jess Newton is een jongedame wier vader haar opdraagt dat ze naar huis moet gaan. Ze gaat per trein naar huis en wordt op het station lastiggevallen door Hubert Clave. Zijn neef Bruce, die de zoon van Lord Ravenhurst is, schiet haar te redding. Ze voelen zich tot elkaar aangetrokken en krijgen een relatie. Er komt echter al snel een einde aan hun verhouding, omdat haar vader vindt dat ze niet geschikt is om met hem te trouwen. Bruce kan deze breuk moeilijk verwerken en begint een wilde levensstijl. Hij vertrekt dan in een spontane bui naar Afrika.
Ondertussen zet Hubert zijn zinnen op Deborah. Hij verneemt dat Bruce nooit meer zal terugkeren naar Engeland en doet zich voor als zijn neef om haar het hof te maken. Als Bruce om het leven zal komen in Afrika, is Deborah degene die alles erft. Intussen hebben Jess en Bruce stiekem weer contact met elkaar en trouwen. Niet veel later verdwijnt hij spoorloos als hij krijgsgevangen wordt gemaakt. Men vermoedt dat hij is overleden en Deborah doet zich voor als een droevige weduwe om zijn erfenis in ontvangst te nemen. Jess en Bruce arriveren echter net op tijd in Engeland om uit te leggen wat er precies aan de hand is. Deborah en Hubert willen aan de schaamte ontsnappen en vluchten naar een ander land. Onderweg komen ze bij een auto-ongeluk om het leven.

## Rolbezetting
| Acteur                  | Personage              |
| ----------------------- | ---------------------- |
| Willem van der Veer     | De heer Newton         |
| Annie Bos               | Jess Newton            |
| Adelqui Migliar         | Bruce, Lord Ravenhurst |
| Lola Cornero            | Deborah Plunt          |
| Jan van Dommelen        | Lord Ravenhurst        |
| Paula de Waart          | Lady Ravenhurst        |
| Medardo Migliar         | Hubert Clave           |
| Tilly Perin-Bouwmeester |                        |

## Productie
De set werd bezocht door Prins Hendrik, die de opname die hij zag 'zeer interessant' noemde.